# Marin Rozić
Marin Rozić, (nacido el 14 de febrero de 1983 en Mostar, Bosnia y Herzegovina) es un exjugador de baloncesto croata. Con 2.01 de estatura, su puesto natural en la cancha era el de alero. 

## Trayectoria
- Zrinjevac Zagreb (2000-2003)
- Basket Livorno (2003-2004)
- Cibona Zagreb (2004-2020)